# Tramwaje w Belfort
Tramwaje w Belfort − zlikwidowany system komunikacji tramwajowej we francuskim mieście Belfort, działającym w latach 1898−1951.

## Historia
Tramwaje w Belfort uruchomiono 29 maja 1898. Pierwsza linia tramwajowa o rozstawie szyn 1000 mm połączyła centrum miasta z przedmieściami. Wkrótce sieć składała się z dwóch linii. Początkowo wagony miały otwarte pomosty, które zabudowano w latach międzywojennych. Po 1945 sieć tramwajowa wymagała dużych nakładów finansowych toteż podjęto decyzję o jej likwidacji co nastąpiło w 1951. Tramwaje zostały zastąpione przez autobusy. 